# デビッド・クーパー (精神科医)
デーヴィッド・グラハム・クーパー（David Cooper、1931年 - 1986年）は南アフリカ出身のイギリスの精神科医。「反精神医学」の主導者の一人。デイヴィッド・クーパーとも。

## 経歴
1955年にケープタウン大学を卒業。アルゼンチンを経てその後ロンドンに移り、いくつかの病院や統合失調症患者のための施設などで働く。ロナルド・D・レインとともにロンドンのフィラデルフィア・アソシエーションの設立メンバーとして研究生活に入り、現象学研究所所長、また実存精神治療を広め、理論体系化することに関心を向ける。
1967年、反精神医学を唱え、精神分裂病(現・統合失調症)の原因が明らかではないこと、客観化できる徴候がないことを根拠に精神分裂病は存在しないと主張した。その理論は精神医学会の新しい思潮としての地歩を固めつつあるが、大方の承認を得るまでには至っていない。
1967年にはレインとともに、ロンドンで、哲学、人類学、政治学など多様な専門分野の人々による集会「ロンドン反大学」を企画開催、この主要講演は『解放の弁証法』として出版された。
同年、ミシェル・フーコーの『狂気の歴史』英語版の序文を執筆。「狂気は現代において一種の失われた真実となった」と述べた。 続く10年、狂気のポジティブな側面を模索し、個人を解放する力と位置づける。「狂気は一個人の人生における永続的な革命であり、より完全に実現された世界への帰還という暗黙の約束を待つ、自己の解体」であると述べた。ロマンチックな思想はレゾーと言われる急進左翼運動に影響を与えたが、バザリアらの改革に対立する一面もあった。

## 著書
- Reason and Violence: a decade of Sartre's philosophy, Tavistock (1964)
  - (ロナルド・D・レインとの共著)『理性と暴力 ― サルトル哲学入門』(足立和浩訳、番町書房、1973年)
- Psychiatry and Anti-Psychiatry (Ed.), Paladin (1967)
  - 『反精神医学』(野口昌也訳、岩崎学術出版社、1974年)
- The Dialectics of Liberation (Ed.), Penguin (1968)
  - デイヴィッド・クーパー編著『解放の弁証法』(由良君美他編訳、せりか書房、1969年) --- はしがき (デイヴィッド・クーパー) / 明白なもの (R・D・レイング) / 目的意識 対 自然 (グレゴリー・ベイツスン) / 戦争の社会的・心理的準備 (ジュールズ・ヘンリー) / アメリカにおける帝国主義と革命 (ジョン・ゲラッシー) / 資本主義の将来 (ポール・スウィージー) / 客観的諸価値 (ポール・グッドマン) / 文学における批評と教条主義 (リュシアン・ゴルドマン) / ブラック・パワー (ストークリー・カーマイケル) / ゆたかな社会からの解放 (ヘルベルト・マルクーゼ) / 言葉を超えて (デイヴィッド・クーパー)
- The Death of the Family, Penguin (1971)
  - 『家族の死』(塚本嘉寿, 笠原嘉訳、みすず書房; 新装版 2000年)
- Grammar of Living, Penguin (1974)
- The Language of Madness, Penguin (1978)